# Вспомогательные корабли типа «Эльба»
Вспомогательные корабли типа «Э́льба» — серия плавучих баз бундесмарине. Названы в честь рек в Германии.

## История строительства
Проект был разработан в 1985-х годах немецкими судостроительными компаниями.
Серия из шести плавбаз типа «Эльба» (проект 404), предназначенных для мобильного обеспечения в море ракетных катеров и торпедных катеров и тральщиков в зоне ответственности национальных военно-морских сил.
Основными задачами этих судов являются ремонт, восстановление и диагностика техники и оружия, обеспечение кораблей горюче-смазочными материалами, продовольствием, боеприпасами и снаряжением, а также при необходимости электроэнергией.
Судно способно перевозить 450 т дизельного топлива, 11 т машинного масла, 27 т продовольствия, 150 т пресной воды, 130 т боеприпасов и снаряжения. На палубе может размещаться вертолет NH90 или Sea King.

## Конструкция
Оборудование плавбазы позволяет заправлять при стоянке на якоре одновременно до пяти ракетных катеров или тральщиков. Система управления передачей жидких грузов обеспечивает задание необходимого для передачи количества топлива, контроль работы насосов по рабочему давлению, учет количества переданного груза, отражение аварийной остановки в случае повышения или резкого падения давления в трубопроводе.
При обрыве шланга или в других аварийных ситуациях предусмотрена установка выносных постов экстренной остановки насосов на верхней палубе плавбазы и передача кабелей с пультами на корабли, принимающие грузы. Все шланги системы передачи жидких грузов имеют самозапирающиеся соединения.
Система передачи топлива имеет четыре независимых линии: по две для заправки двух кораблей траверзным способом и кильватерным (с носа и кормы). В первом случае в средней части судна установлены две вьюшки с топливными шлангами длиной по 50 м. С целью обеспечения заправки вторым способом на скорости до 10 уз на двух соосных вьюшках с электрогидравлическим приводом имеются шланги длиной по 120 м, усиленные стальным тросом.
Особенностью плавбаз типа «Эльба» является использование сменных контейнерных модулей, состав которых зависит от характера боевой деятельности обеспечиваемых кораблей. Модули формируются из контейнеров стандартных размеров массой до 7,5 т. Для всей серии плавбаз этого проекта разработан комплект из 51 контейнера, где имеется оборудование для механических и радиотехнических ремонтных мастерских, помещений походного штаба соединений кораблей, хранилищ документаций, запасных частей, трального вооружения и водолазного снаряжения. На палубе каждого судна в два яруса может быть расположено до 24 контейнеров с оборудованием.

## Список кораблей
| Название | Бортовой номер | В составе ВМС | Примечания |
| -------- | -------------- | ------------- | ---------- |
| Elbe     | A511           | 1993 —        |            |
| Mosel    | A512           | 1993 —        |            |
| Rhein    | A513           | 1993 —        |            |
| Werra    | A514           | 1993 —        |            |
| Main     | A515           | 1994 —        |            |
| Donau    | A516           | 1993 —        |            |